# Deutsche Cadre-47/1-Meisterschaft 1967/68

Veranstaltungsort: Berlin

Die Deutsche Cadre-47/1-Meisterschaft 1967/68 ist eine Billard-Turnierserie und fand vom 15. bis zum 17. September 1967 in Berlin zum fünften Mal statt.

## Geschichte
Wie stark sich die Leistungen der Sportler in den letzten Jahren in dieser Disziplin verbessert haben zeigt der Turnierdurchschnitt von 13,26. Gleich zwei neue deutsche Rekorde stellte der neue Meister Siegfried Spielmann auf. Im Generaldurchschnitt (GD) verbesserte er seinen eigenen Rekord von 16,00 auf 23,80. Seinen Rekord in der Höchstserie (HS) steigerte er auf 158. Einen großen Sprung in der Leistung machte der erst 24-jährige Berliner Dieter Müller und wurde Zweiter. Platz drei ging an den aktuellen Meister in der Freien Partie, Hartmut Burwig.

## Modus
Gespielt wurde im Round-Robin-Modus bis 300 Punkte.
Die Endplatzierung ergab sich aus folgenden Kriterien:
1. Matchpunkte
2. Generaldurchschnitt (GD)
3. Bester Einzeldurchschnitt (BED)
4. Höchstserie (HS)

## Teilnehmer nach Ausgangsklassement
1. Siegfried Spielmann (Düsseldorf)
2. Matthias Metzemacher (Hoffnungsthal)
3. Günter Siebert (Unna)
4. Hartmut Burwig (Düsseldorf)
5. Peter Sporer (München)
6. Dieter Müller (Berlin)

## Abschlusstabelle
| MP    | Match Points (Sieger = 2; Unentschieden = 1; Verlierer = 0) |
| Pkte. | Erzielte Karambolagen                                       |
| Aufn. | Benötigte Versuche                                          |
| GD    | Generaldurchschnitt                                         |
| BED   | Bester Einzeldurchschnitt eines Spielers                    |
| HS    | Höchstserie                                                 |
|       | Bester GD des Turniers                                      |
|       | Bester ED des Turniers                                      |
|       | Beste HS des Turniers                                       |
|       | 1. Platz (Gold)                                             |
|       | 2. Platz (Silber)                                           |
|       | 3. Platz (Bronze)                                           |

| Klassement                 | Klassement           | Klassement | Klassement | Klassement | Klassement | Klassement | Klassement |
| Platz                      | Name                 | MP         | GD         | BED        | HS         |            |            |
| -------------------------- | -------------------- | ---------- | ---------- | ---------- | ---------- | ---------- | ---------- |
| 1                          | Siegfried Spielmann  | 10:0       | 23,80      | 30,00      | 158        |            |            |
| 2                          | Dieter Müller        | 6:4        | 18,14      | 30,00      | 129        |            |            |
| 3                          | Hartmut Burwig       | 6:4        | 12,88      | 27,27      | 144        |            |            |
| 4                          | Günter Siebert       | 4:6        | 11,52      | 14,28      | 96         |            |            |
| 5                          | Matthias Metzemacher | 2:8        | 10,27      | 10,71      | 68         |            |            |
| 6                          | Peter Sporer         | 2:8        | 8,66       | 9,67       | 76         |            |            |
| Turnierdurchschnitt: 13,26 |                      |            |            |            |            |            |            |